# Aeroportul Port Hope Simpson
Aeroportul Port Hope Simpson (IATA: YHA, ICAO: CCP4) este un aeroport din Port Hope Simpson⁠(d), Newfoundland și Labrador, Canada ce deservește zona Port Hope Simpson⁠(d). A fost numit după zona deservită.
Situat la o altitudine de 103 m, aeroportul dispune de o singură pistă.